# Nylundsgrundet
Nylundsgrundet, finska: Nylundinkari, är det tidigare namnet på en ö i Finland. Den ligger i sjön Larsmosjön och i kommunen Jakobstad i den ekonomiska regionen  Jakobstadsregionen  och landskapet Österbotten, i den centrala delen av landet, 400 km norr om huvudstaden Helsingfors. Öns area är 0,3 hektar och dess största längd är 80 meter i nord-sydlig riktning. Numera heter ön officiellt Agö.